# Massimo Artini
Massimo Artini (Figline Valdarno, 30 dicembre 1974) è un politico e dirigente pubblico italiano.

## Biografia
Diplomato all'istituto tecnico commerciale, è un imprenditore nel campo dell'informatica e promotore del Centro Studi Laran che opera nell'ambito di difesa, sicurezza ed energia.
Consegue presso il Centro alti studi per la difesa il titolo IASD, nell'anno accademico 2016-2017 (68º corso).
Nel settembre del 2021 assume l'incarico di National Expert per conto del Ministero degli Affari Esteri e della Cooperazione Internazionale presso la NATO Communication and Information Agency (NCIA).
Viene nominato dal Ministro della Difesa italiano, rappresentante italiano nel Board of Directors di DIANA nell'aprile del 2024.

## Attività politica
Attivista del Movimento 5 Stelle dal 2011 diventa uno dei membri noti attivi del Valdarno tanto che il 3-6 dicembre 2012, grazie al meccanismo pubblicato sul blog di Beppe Grillo, si candida alle "elezioni Parlamentarie" per la scelta dei candidati alle politiche del febbraio 2013, arrivando secondo nella lista per il Movimento 5 Stelle nella circoscrizione Toscana.
Inoltre, dal 2011 al 2013 presso il Comune di Figline Valdarno svolge attività di supporto amministrativo/comunicazione per il Consigliere eletto per il Movimento 5 Stelle, nel Consiglio Comunale, intrattenendo relazioni con la maggioranza eletta per la definizione di atti consiliari da produrre impegnandosi, altresì, in attività di comunicazione ed ufficio stampa.

### Elezione a deputato
Alle elezioni politiche del 2013 viene eletto deputato della XVII legislatura della Repubblica Italiana per il Movimento 5 Stelle.

### Attività parlamentare
Viene indicato dal gruppo parlamentare del Movimento 5 Stelle come membro della Commissione Difesa e successivamente ne viene eletto Vice Presidente.
Viene successivamente indicato dal gruppo parlamentare del Movimento 5 Stelle come membro del Comitato Schengen, dal 2 ottobre 2014.
Il 27 novembre 2014 viene, a seguito di una consultazione online, espulso dal Movimento 5 Stelle per la supposta mancata restituzione di parte dello stipendio, della diaria e dei rimborsi che spettano ad un parlamentare, ma che dovevano esser restituiti come affermato durante la campagna elettorale. L'accusa è stata fortemente respinta da Artini che da un lato pubblica sul proprio sito il rendiconto di quanto versato dall'altro contesta, altresì, la procedura di espulsione in quanto non effettuata secondo le regole del "non-statuto" del movimento.
Il 30 novembre passa al Gruppo misto. Il 5 Febbraio 2015 assieme ad altri 9 parlamentari appartenenti al Movimento 5 Stelle, costituisce, in seno al gruppo misto, la nuova componente parlamentare Alternativa Libera, di cui viene nominato Presidente. Successivamente il 17 novembre 2017, a seguito dell'uscita di alcuni membri della componente parlamentare, iscrive, modificando il nome della componente in Alternativa Libera - Possibile, i componenti che fanno capo alla forza politica Possibile, capitanata da Giuseppe Civati.
Il 21 luglio 2015 viene nuovamente confermato come Vice Presidente della IV Commissione Difesa. Pur non avendo una maggioranza di voti garantiti, riesce a sovrastare per 7 voti contro 6 il rappresentante di Forza Italia, e 5 del Movimento 5 Stelle.
Promuove, nel periodo in cui è membro di Alternativa Libera, diversi provvedimenti di legge.
Viene indicato, il 22 marzo 2016, dal Gruppo misto, come membro della Commissione parlamentare di inchiesta sul livello di digitalizzazione e innovazione delle pubbliche amministrazioni e sugli investimenti complessivi riguardanti il settore delle tecnologie dell'informazione e della comunicazione.
Il 17 marzo 2017, i membri della forza politica Possibile, si iscrivono al gruppo parlamentare Sinistra Italiana - SEL. Contemporaneamente e senza soluzione di continuità, i membri di Alternativa Libera stipulano un accordo con Tutti Insieme per l'Italia, lista presentata alle elezioni politiche del 2013, promossa da Antonio Corsi, sindaco di Sgurgola (FR), modificando il nome in Alternativa Libera - Tutti Insieme per l'Italia.